# 圣让勒布朗 (卡尔瓦多斯省)
圣让勒布朗（法語：Saint-Jean-le-Blanc，法語發音：[sɛ̃ ʒɑ̃ lə blɑ̃] ⓘ）是法国卡尔瓦多斯省的一个旧市镇，属于维尔区。2017年，圣让勒布朗与临近的2个市镇合并为新市镇泰尔德德吕昂斯。

## 地理
圣让勒布朗（48°56'8"N, 0°39'13"W）面积15.12 平方千米，位于法国诺曼底大区卡爾瓦多斯省，该省份为法国西北部沿海省份，北濒大西洋英吉利海峡，东北与滨海塞纳省以海上边界相接，东临厄尔省，南至奧恩省，西与芒什省接壤。
与圣让勒布朗接壤的市镇（或旧市镇、城区）包括：当武-拉费里耶尔、拉西、莱诺、蒙绍韦、勒普莱西格里穆、鲁康、圣维戈尔德梅兹雷。

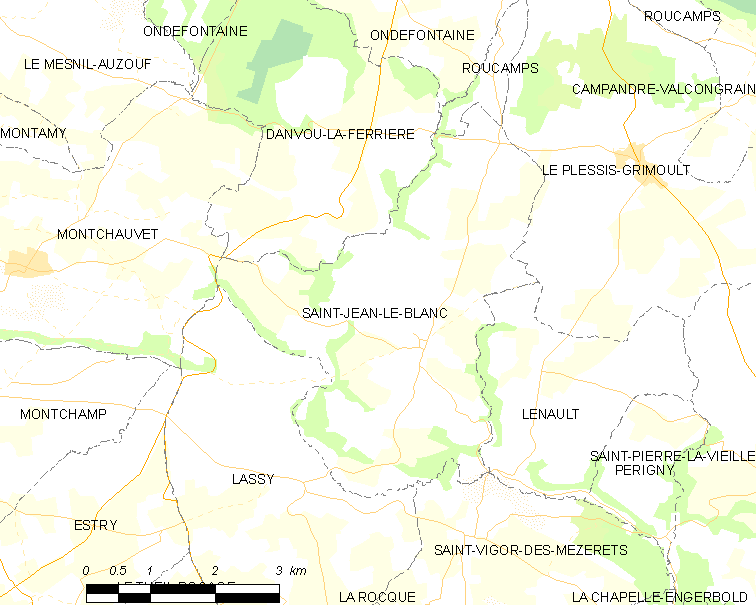
的OSM定位图

圣让勒布朗的时区为UTC+01:00、UTC+02:00（夏令时）。

## 行政
圣让勒布朗的邮政编码为14770，INSEE市镇编码为14597。

## 政治
圣让勒布朗所属的省级选区为诺曼底地区孔代县。

## 人口

1962-2008年间人口变化图示

圣让勒布朗于2018年1月1日时的人口数量为360人。